# أندريه تورنر
أندريه تورنر (13 مارس 1964 بممفيس في الولايات المتحدة - ) (بالإنجليزية: Andre Turner)‏ هو لاعب كرة سلة أمريكي في مركز هجوم خلفي. لعب مع بوسطن سيلتكس وشارلوت هورنتس وفيلادلفيا سفنتي سيكسرز ولوس أنجلوس كليبرز وهيوستن روكتس.

## وصلات خارجية
- أندريه تورنر على موقع إن بي أي (الإنجليزية)
- أندريه تورنر على موقع سبورتس رفرنس (الإنجليزية)
- أندريه تورنر على موقع الدوري الإسباني لكرة السلة (الإسبانية)
- أندريه تورنر على موقع كرة السلة الأوروبية.كوم (الإنجليزية)
- أندريه تورنر على موقع كلية كرة السلة في سبورتس رفرنس.كوم (الإنجليزية)
- أندريه تورنر على موقع ريلجم (الإنجليزية)
- أندريه تورنر على موقع بروبوليرز (الإنجليزية)
- أندريه تورنر على موقع سبورتس رفرنس (الإنجليزية)